# Paille
Pour les articles homonymes, voir paille (homonymie).
Ne doit pas être confondu avec foin.

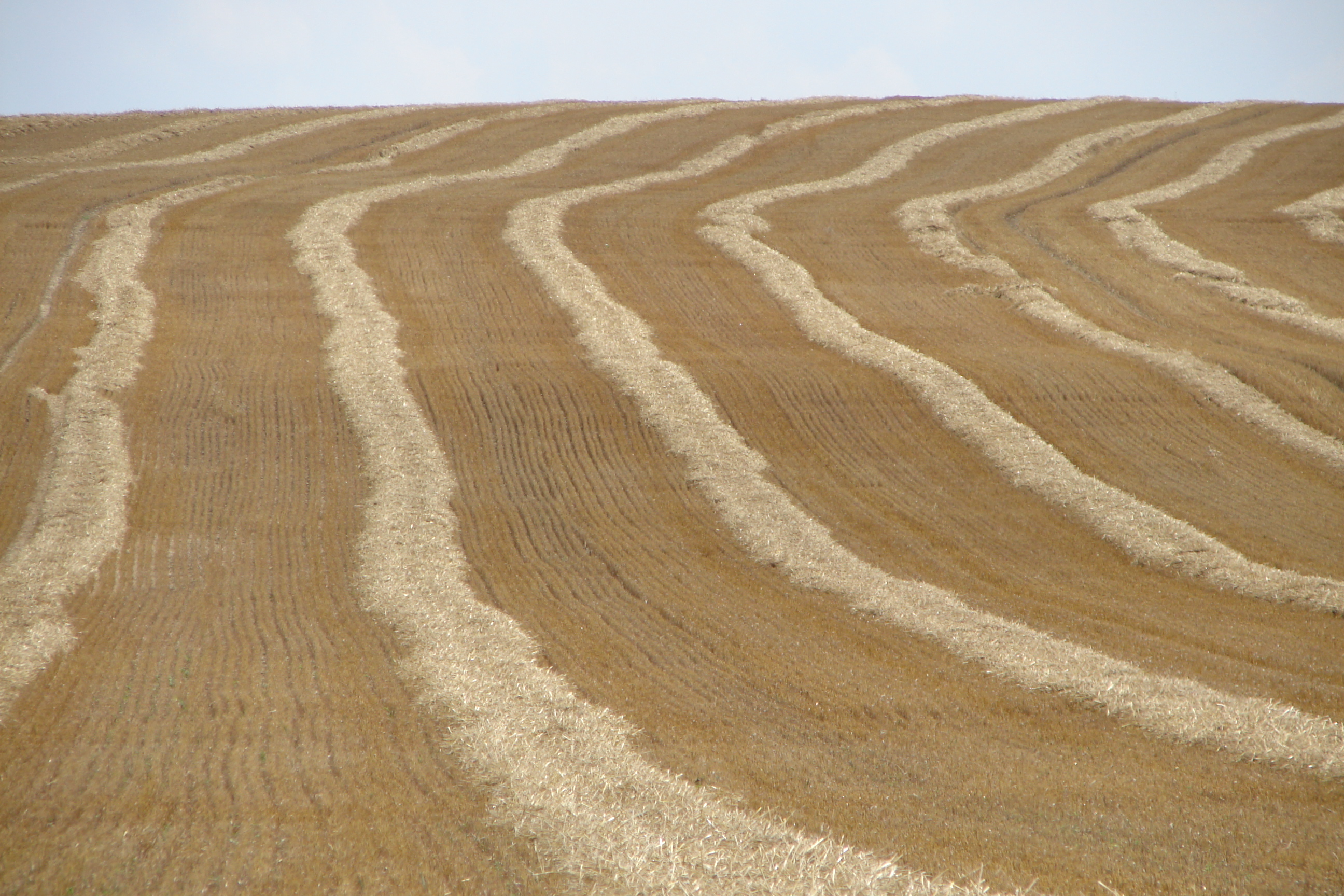
Andains de paille après moisson dans une région d'agriculture intensive : Guise en Picardie, France.

La paille est  la partie de la tige (ou chaume) de certaines graminées, dites « céréales à paille » (blé, orge, avoine, seigle, riz), coupée avec l'épi à la moisson.
C'est le plus souvent un coproduit de la production de grains. La paille peut être soit enfouie sur place comme amendement organique, soit enlevée et « exportée » hors de la parcelle pour d'autres utilisations. La partie de la tige, de faible hauteur, restant plantée au sol constitue le chaume ou éteule.
En France, elle est produite dans toutes les régions de grandes cultures.

## Morphologie
Chez certaines espèces ou variétés, les entre-nœuds peuvent résorber leur moelle à maturité. On a alors, selon le cas :
- des pailles creuses : orge, avoine ;
- des pailles plus ou moins creuses : blé d'hiver (caractère variétal) ;
- des pailles pleines, lorsque la moelle est persistante : blé dur, maïs, sorgho.

## Récolte de la paille
La paille n'est pas nécessairement récoltée à la moisson. Dans les exploitations céréalières, elle est souvent broyée pour être incorporée au sol. Elle contribue alors au maintien du taux d'humus de la couche arable.

### Moisson manuelle

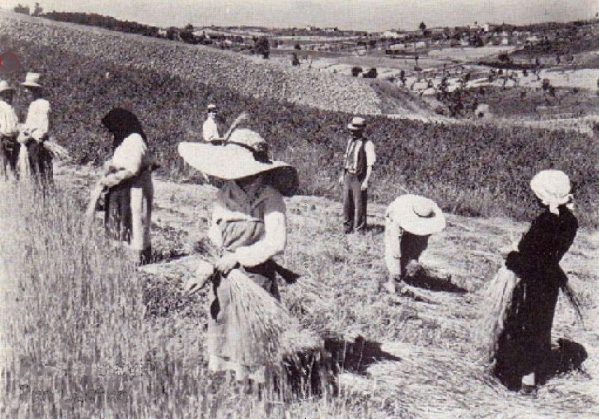
Récolte de la paille en Toscane vers 1900

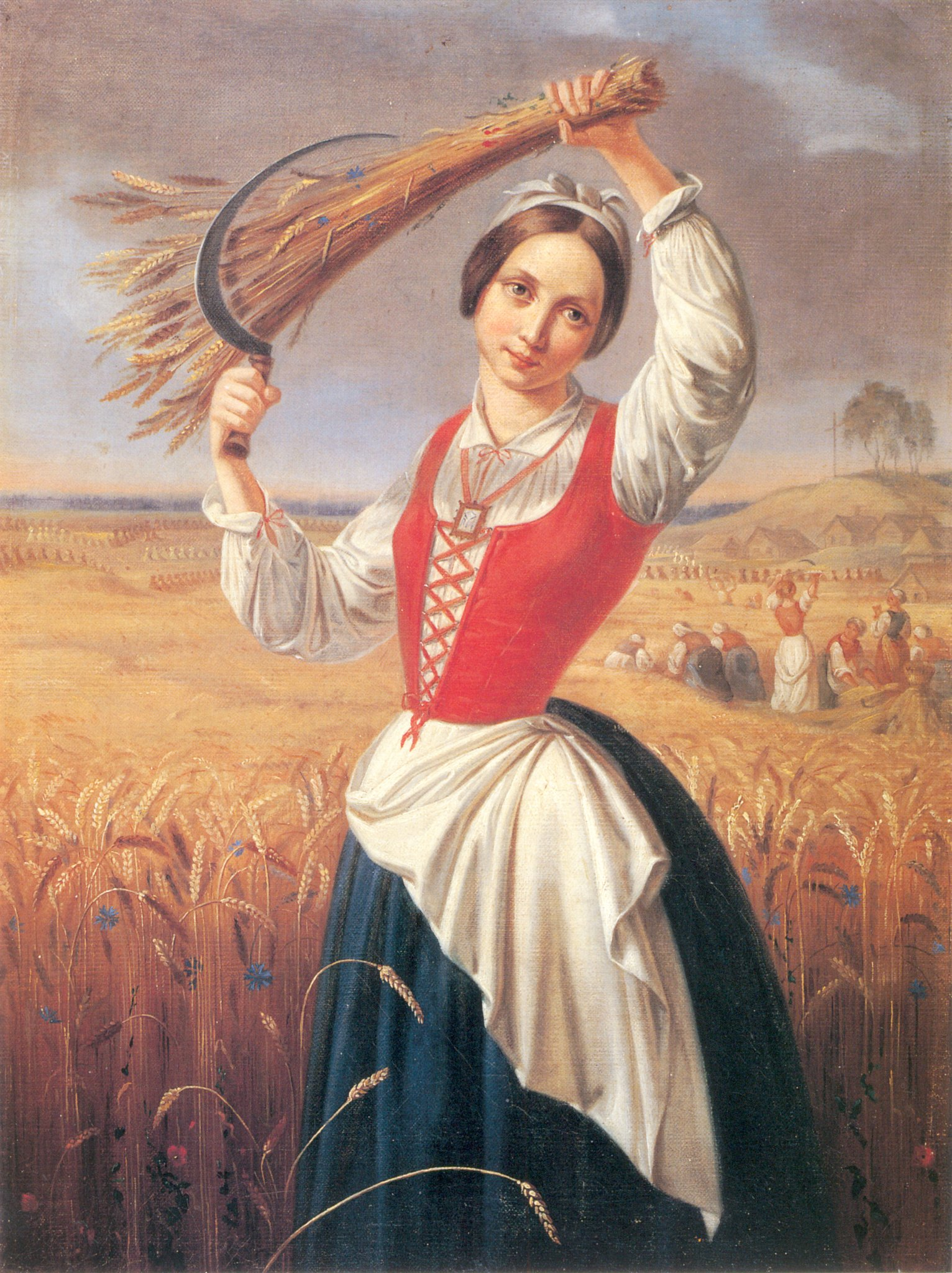
Moisson à la faucille, Lithuanie, 1844.

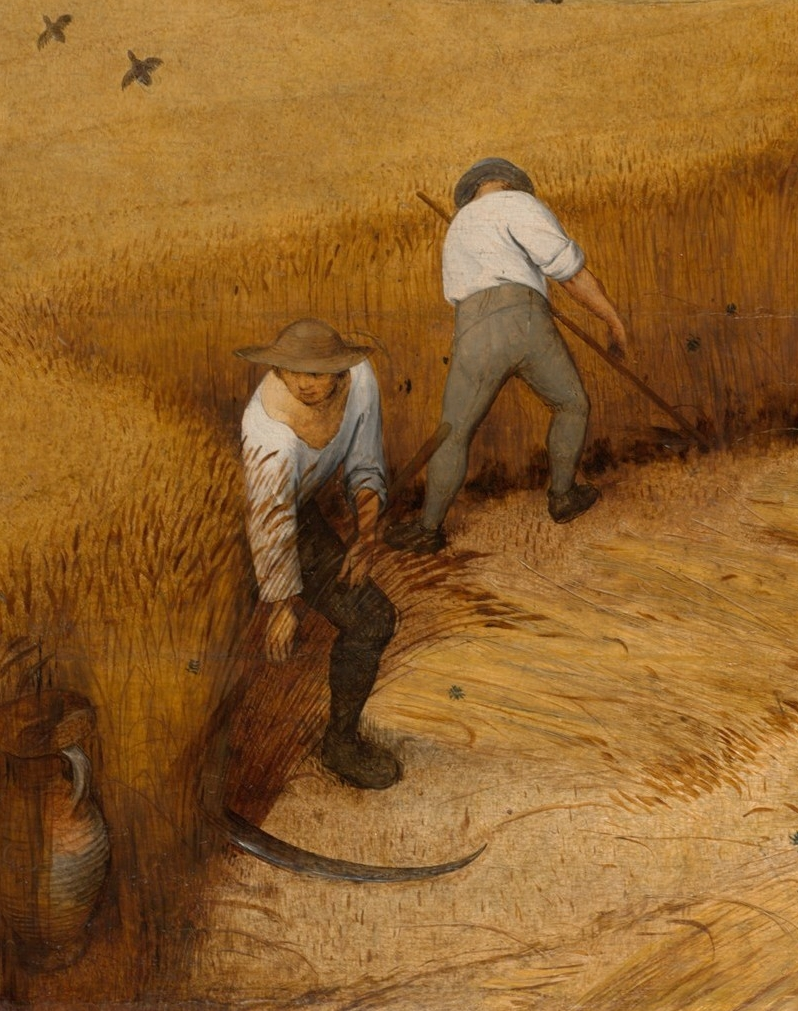
Paysans flamands moissonnant à la faux, Pieter Brueghel l'Ancien, 1565.

Lorsque les céréales étaient moissonnées à la faucille, on prélevait seulement les épis pour le grain et on repassait ensuite couper la paille à la faux ou on l'arrachait. Lorsque la moisson était faite à la faux près du sol, on récupérait la paille, tiges et épis vides, après battage. Ces méthodes manuelles avaient l'avantage de préserver la paille pour son utilisation en ameublement (chaises ...) ou vannerie. En Toscane, on cultivait et on récoltait à la main des variétés de blé particulières (Gentile rosso, marzuolo... renommés pour leur solidité et leur brillant) pour la fabrication du chapeau de paille de Florence.
En France au Moyen-Âge et sous l'Ancien Régime, notamment du fait de l'importance des toitures en chaume, les paysans étaient tenus de respecter le droit de chaumage, c'est-à-dire de permettre la récolte de chaumes intacts aux autres habitants de la seigneurie après la moisson. Cela les obligeait à récolter à la faucille contrairement aux paysans flamands ou allemands qui moissonnaient à la faux, méthode plus avantageuse.
La moisson manuelle a pris fin avec l'invention de la moissonneuse-javeleuse, une sorte de faucheuse, puis de la moissonneuse-lieuse qui fournissent des gerbes (paille plus grain) à battre et enfin de la moissonneuse-batteuse.

### Moisson mécanisée
La moissonneuse-batteuse est une machine agricole multifonctions qui permet de réaliser simultanément :
1. le moissonnage (fauchage) des céréales à paille ;

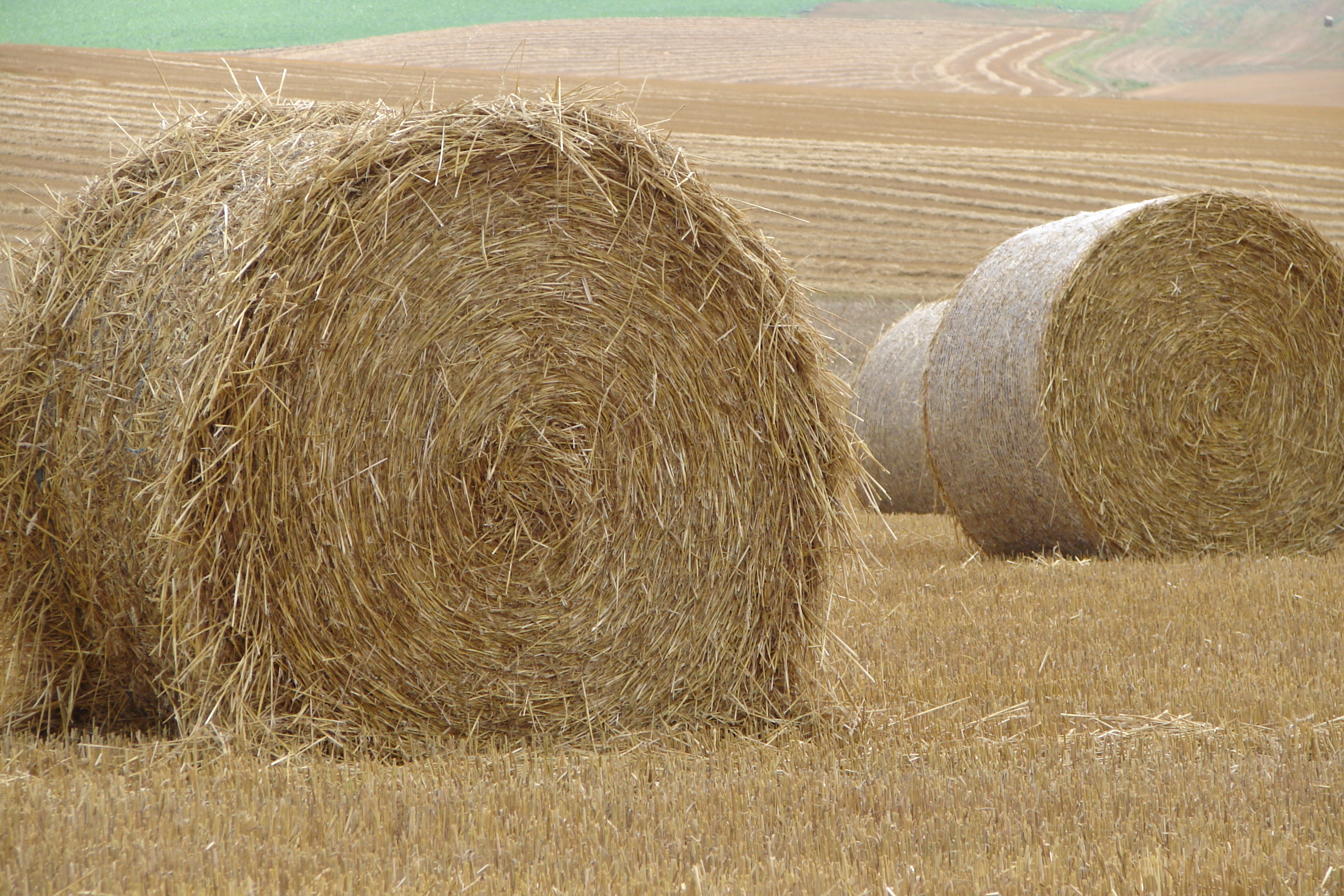
Dans les années 1980, les balles rondes ont remplacé les petites balles parallélépipédiques (ici en Picardie). Elles sont remplacées à leur tour par les grosses balles parallélépipédiques (big bales).

2. Dans les années 1980, les balles rondes ont remplacé les petites balles parallélépipédiques (ici en Picardie). Elles sont  remplacées à leur tour par les grosses balles parallélépipédiques (big bales).le battage (ou dépique) pour extraire les grains des épis et les séparer de la paille et de la balle ;
3. le rejet de la paille soit sous forme d’andains dans le champ, soit éparpillée après hachage (pour les moissonneuse-batteuses équipées d'un hache-paille). Il a existé jusque dans les années 1960 des moissonneuses équipées de presses basse densité capables de réaliser directement des bottes, mais ces équipements ne sont plus compatibles avec les débits actuels de moisson. Ces machines sont encore parfois utilisées lorsque l'on recherche des pailles peu brisées pour l'ameublement, la vannerie, la construction, l'utilisation en fabrication alimentaire[2]...

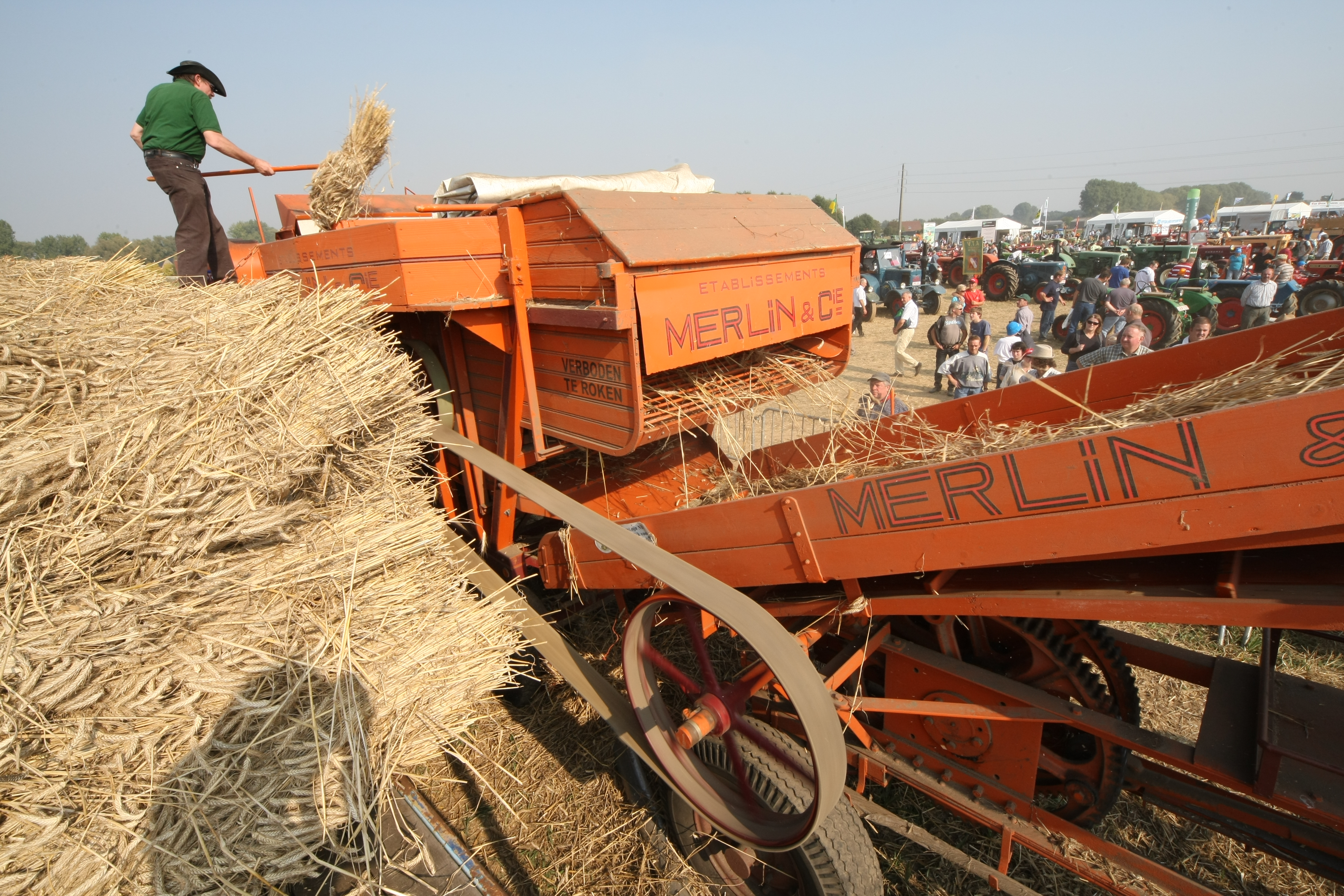
Battage à poste fixe de gerbes de blé. La paille est récupérée sur le tapis monte-paille à droite. Machine des années 1950.

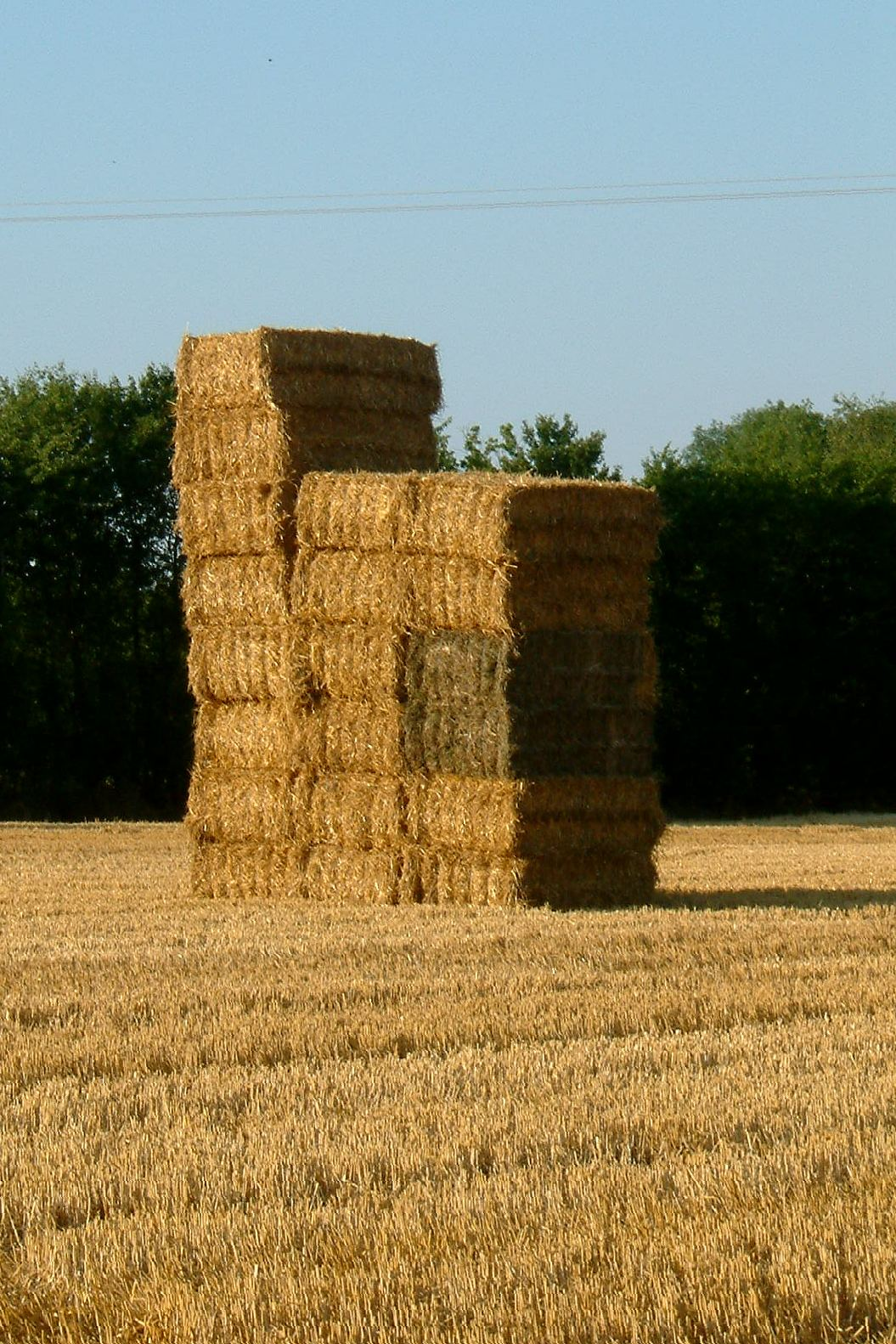
Bottes, balles ou ballots de paille (ici des big bales)

L'agriculteur règle la hauteur de la barre de coupe de l'engin selon la quantité de paille qu'il souhaite récolter. 

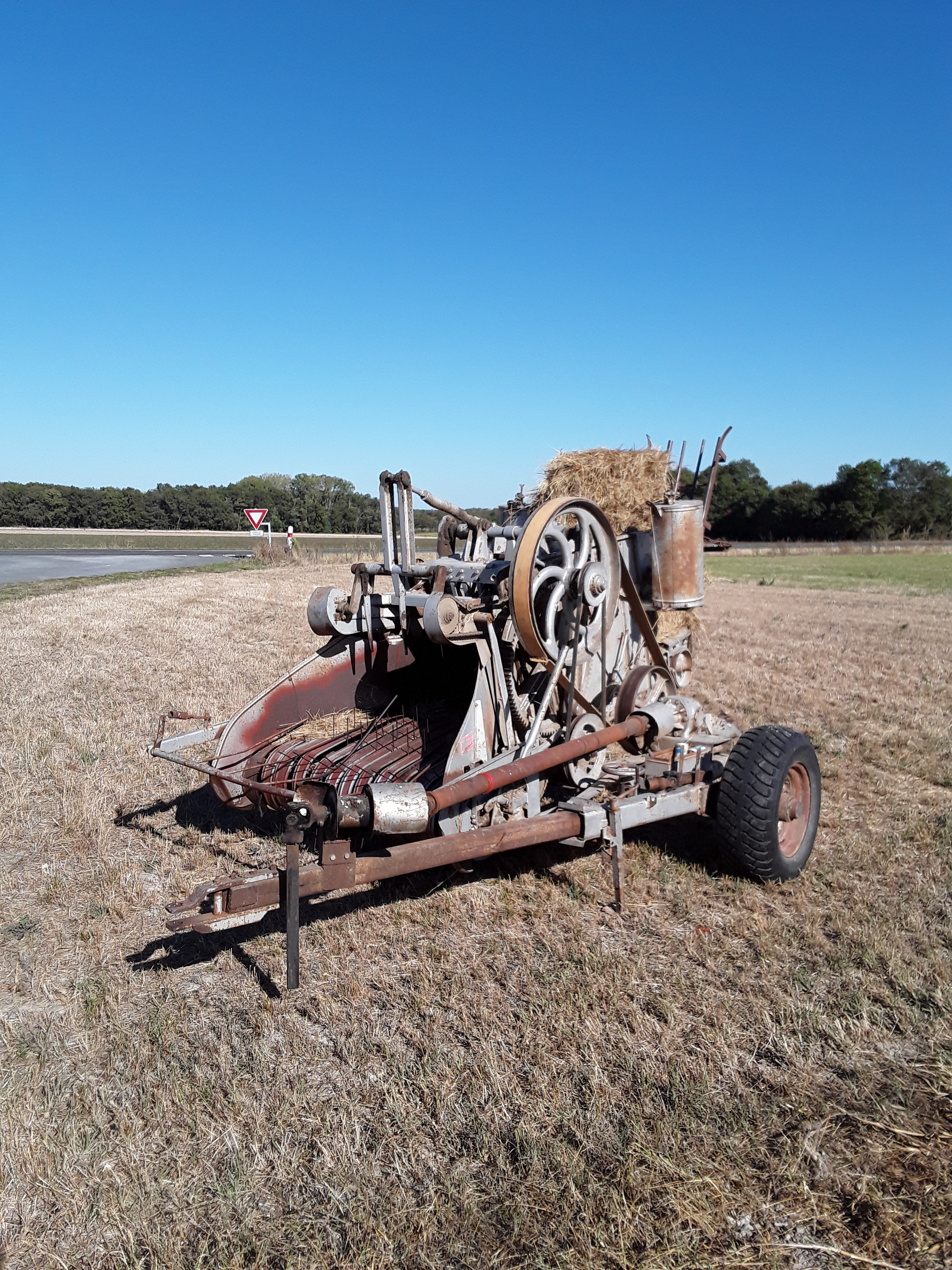
Ancienne ramasseuse-presse basse densité Rivierre-Casalis idéale pour le bottelage de la paille d'œuvre

Ensuite, il faut passer avec une ramasseuse-presse qui permet d'emballer la paille en ballots, balles, bottes ou rouleaux, qui seront ensuite transportés pour être mis à l'abri de la pluie. Cette opération est similaire à la fabrication des bottes de foin. Là encore, les presses basse densité abimaient moins la paille. 
La hauteur de la paille varie selon les espèces et variétés cultivées. Certaines variétés de blé, par exemple, dites « à paille courte », ont été sélectionnées pour prévenir le risque de verse et produisent donc peu de paille. Il existe également des traitements de synthèse qui permettent de limiter la croissance des tiges afin de limiter la verse. Ce sont les « régulateurs de croissance ».

## Utilisation

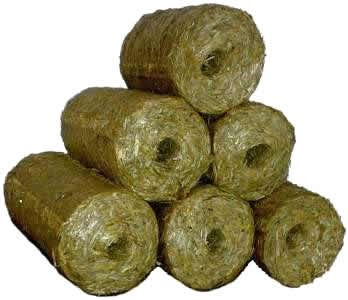
Briquettes combustibles de paille.

Une fois récoltée, la paille peut avoir plusieurs types d'utilisations :
- litière ; la paille est ainsi utilisée depuis des siècles pour les animaux d'élevage (chevaux, bovins, rongeurs et ovins). Elle forme ainsi la base du fumier ;

- alimentation animale ; les herbivores digèrent en partie la paille (cellulose, autres fibres), grâce à l'activité microbienne de leur panse ou de leur cæcum. Ce fourrage médiocre sert surtout en cas de pénurie, notamment en période de sécheresse. La paille doit être associée à une alimentation protéique et sucrée. Pour la rendre plus appétissante auprès d'animaux difficiles et compenser sa faible valeur énergétique, on y ajoute par exemple de la mélasse, pour améliorer sa valeur azotée, on peut la traiter avec de l'urée ou de l'ammoniac[3]. Des mélanges liquides mélasse-urée sont disponibles dans le commerce.
- compost pour la culture du champignon de Paris. On mélange traditionnellement dans ce compost 75 % de fumier de cheval et 25 %de paille[4].

- protection du sol ; le paillis est notamment utilisé en horticulture ; la paille est cependant pour cela concurrencée par d'autres matériaux, comme l'écorce de pin, les copeaux de bois puis les films et tissus en matière plastique… ; 
certaines pailles ont des effets allélopathiques (paille de seigle : par exemple ou paille d'avoine cultivée. Cette dernière est tolérée par certaines espèces, mais elle inhibe la croissance de certaines adventices : plantain (Plantago lanceolata), herbe à aiguilles (Bidens pilosa) et d'autres plantes cultivées (riz, tomate), alors qu'elle favorise la croissance du maïs et du souchet rond (Cyperus rotundus)[5].

- amendement organique ; l'exportation de la paille hors du champ appauvrit le sol et le rend plus vulnérable à l'érosion hydrique ou éolienne ; elle devrait être compensée par une couverture végétale du sol ou par la restitution au sol de la matière organique ou des éléments correspondants : apports de fumier, de fertilisants organiques.
 Comme amendement elle peut être enfouie dans le sol, ce qui évite les opérations de récolte et de transport, relativement coûteuses, surtout dans les régions céréalières sans élevage (comme le bassin parisien), et permet d'apporter au sol une quantité significative de matière organique humifiable. Elle est alors généralement enfouie superficiellement par une charrue à disque ou une déchaumeuse, pour accélérer sa décomposition avant le labour d'automne. 
Brûlis : dans certains cas, la paille est brûlée sur place.

- ressource énergétique : la paille (voire le grain[6]) peuvent être valorisée comme biomasse-énergie en tant que bio-combustible (restituant 6 à 7 fois l'énergie mécanique requise pour sa fabrication[7]), ou avec de meilleurs rendements énergétiques via des procédés de fermentation (biogaz), pyrolyse ou  production d'éthanol (en développement). En France il a été estimé qu'en 2011-2012 le pays en a produit 25 millions de tonnes dans l'année, mais une grande partie de cette paille sert à l'élevage et comme source de matière organique pour maintenir la fertilité des sols[8]. Seules environ 16,6 Mt sont exportées du champ et la moitié (plus de 8 millions de t) est utilisée comme litières dans les élevages[8]. 
La paille agricole est donc assez peu disponible comme ressource énergétique en raison d'autres usages agroécologiquement bien plus intéressants[9],[10] ; 
Des pailles peuvent aussi être utilisées pour améliorer le prétraitement de certaines matières à méthaniser[11]. En France, la première centrale énergétique bois-paille a été inaugurée en juin 2013 près de Troyes (3,3 MW), en complément de l'utilisation de bois (7.600 t/an pour 4,5 MW) ; elle alimente un réseau de chaleur[8].

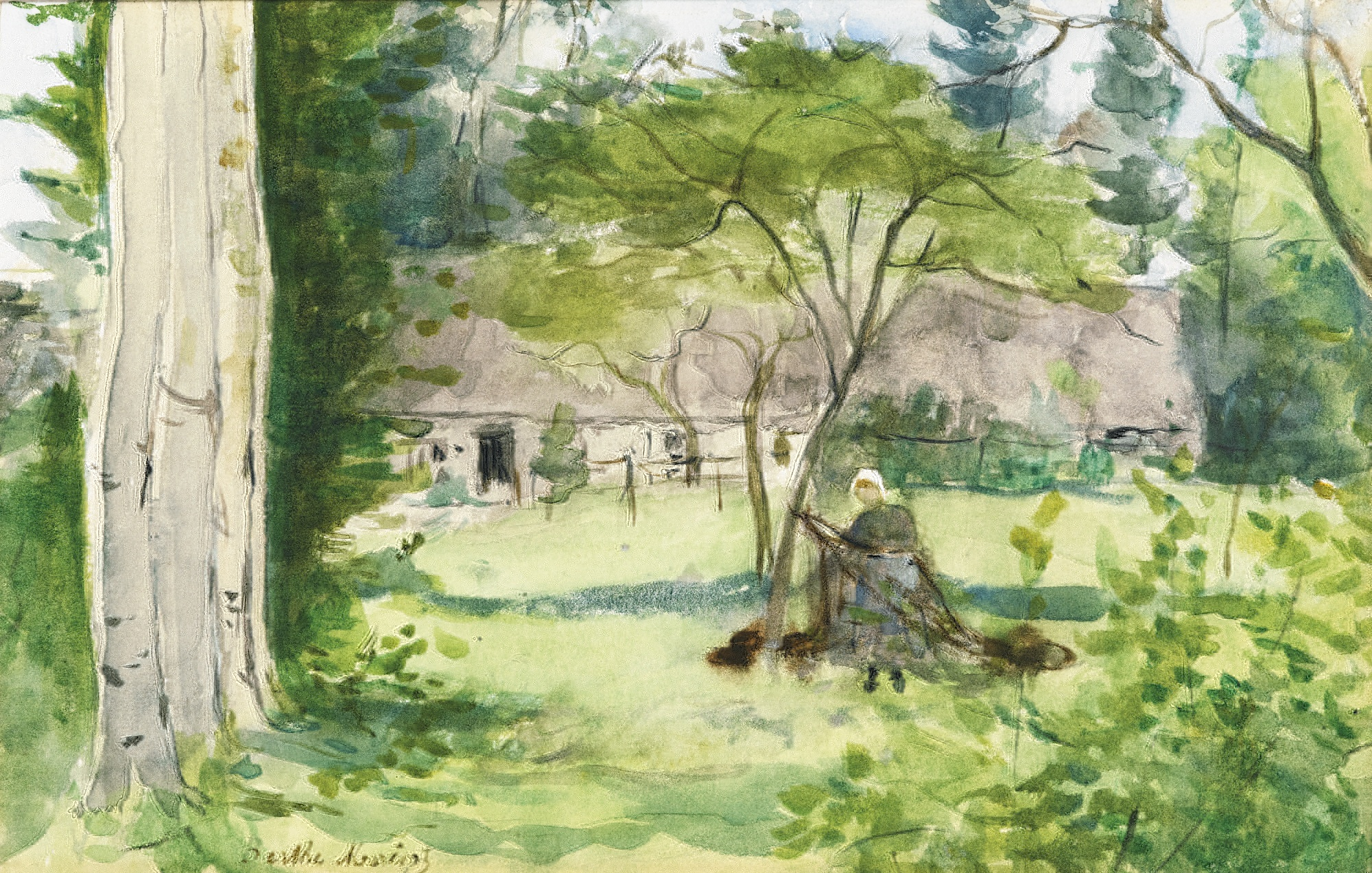
Chaumière en Normandie. Paysage, Berthe Morisot, 1867

- Tracteur John Deere en bottes de paille, Canada, 2011Chaumière en Normandie. Paysage, Berthe Morisot, 1867matériau de construction ; en tant que fibres, longues ou hachées la paille est l'un des composants du torchis, de l'adobe ou de la bauge.
En bottes ou ballot, elle entre dans les techniques de construction en paille ou de chaume. En ballot, c'est à la fois un isolant thermique et une brique géante de construction pour certaines maisons en ballot de paille (technique de murs porteurs, dite « Nebraska »). Ou elle est un isolant et matériau de remplissage dans la maison à ossature bois/remplissage paille (Techniques Plateforme, du GREB ou autrichienne…). En France, on estime à environ 3 000 les habitations construites en bottes de paille[12], et les plus vieilles ont cent ans. Les toits de chaume étaient très fréquents dans de nombreuses régions (Normandie...). Ils étaient réalisés par des artisans spécialisés, les couvreurs en chaume[13].
Le talpone est l'habillage en paille de seigle protégeant le pignon le plus exposé à la pluie des chaumières françaises au XIXe siècle.

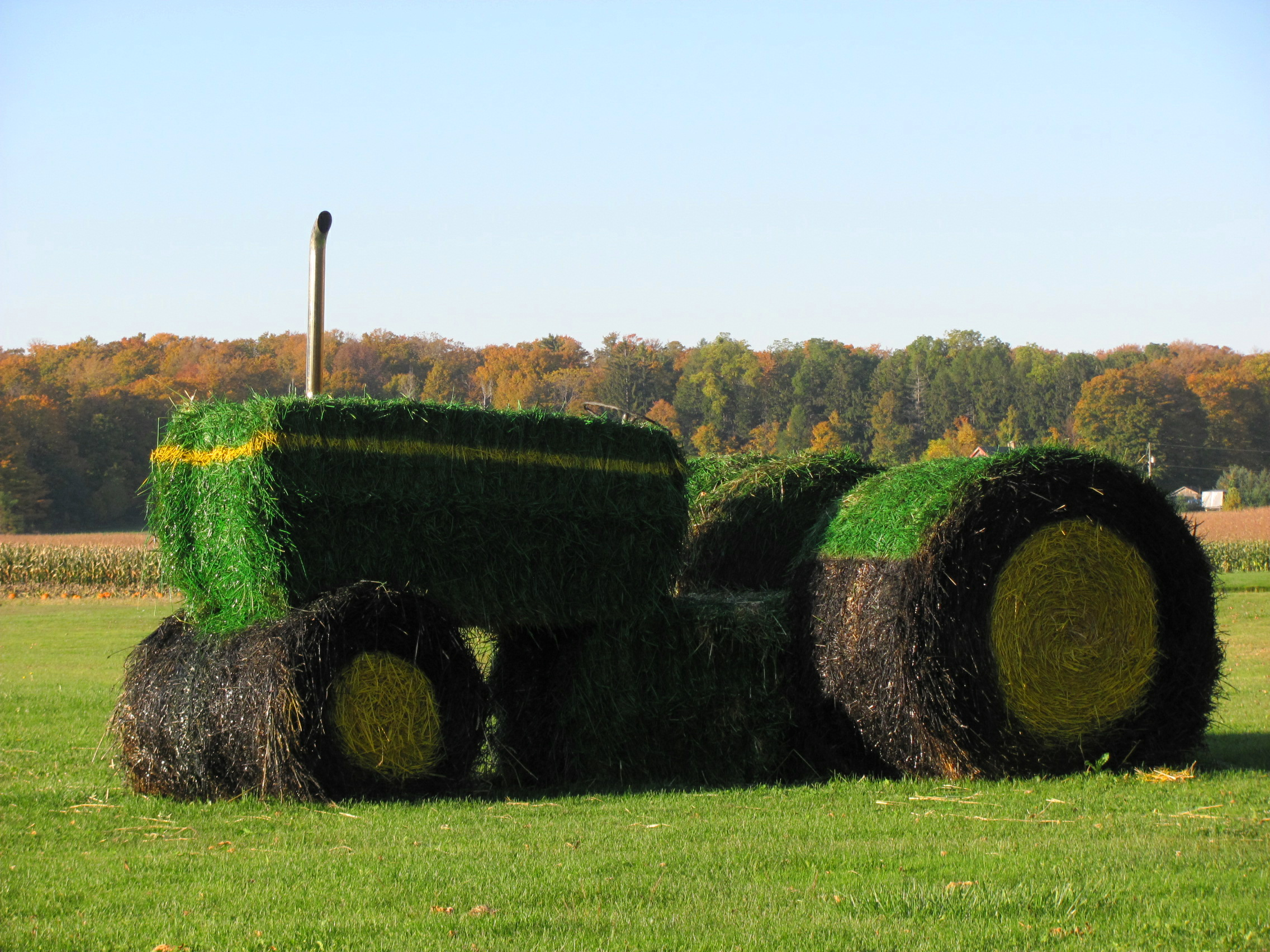
Tracteur John Deere en bottes de paille, Canada, 2011

- fibre ; la paille, riche en cellulose est une matière première possible pour la fabrication de papier ;

- vannerie et ameublement : la paille est aussi utilisée en vannerie (chapeau de paille, nattes, claies). Par exemple, la paille de riz est avec le jonc, l'un des composants des nattes traditionnelles japonaises (tatamis). Les claies en paille servent à sécher certains aliments (fruits, fromages...) : les vins de paille dont les raisins sèchent et finissent leur maturation sur des claies en paille sont fameux. En Europe, on utilisait souvent le seigle pour le paillage des sièges. La paille était utilisée pour le rembourrage et le matelassage.

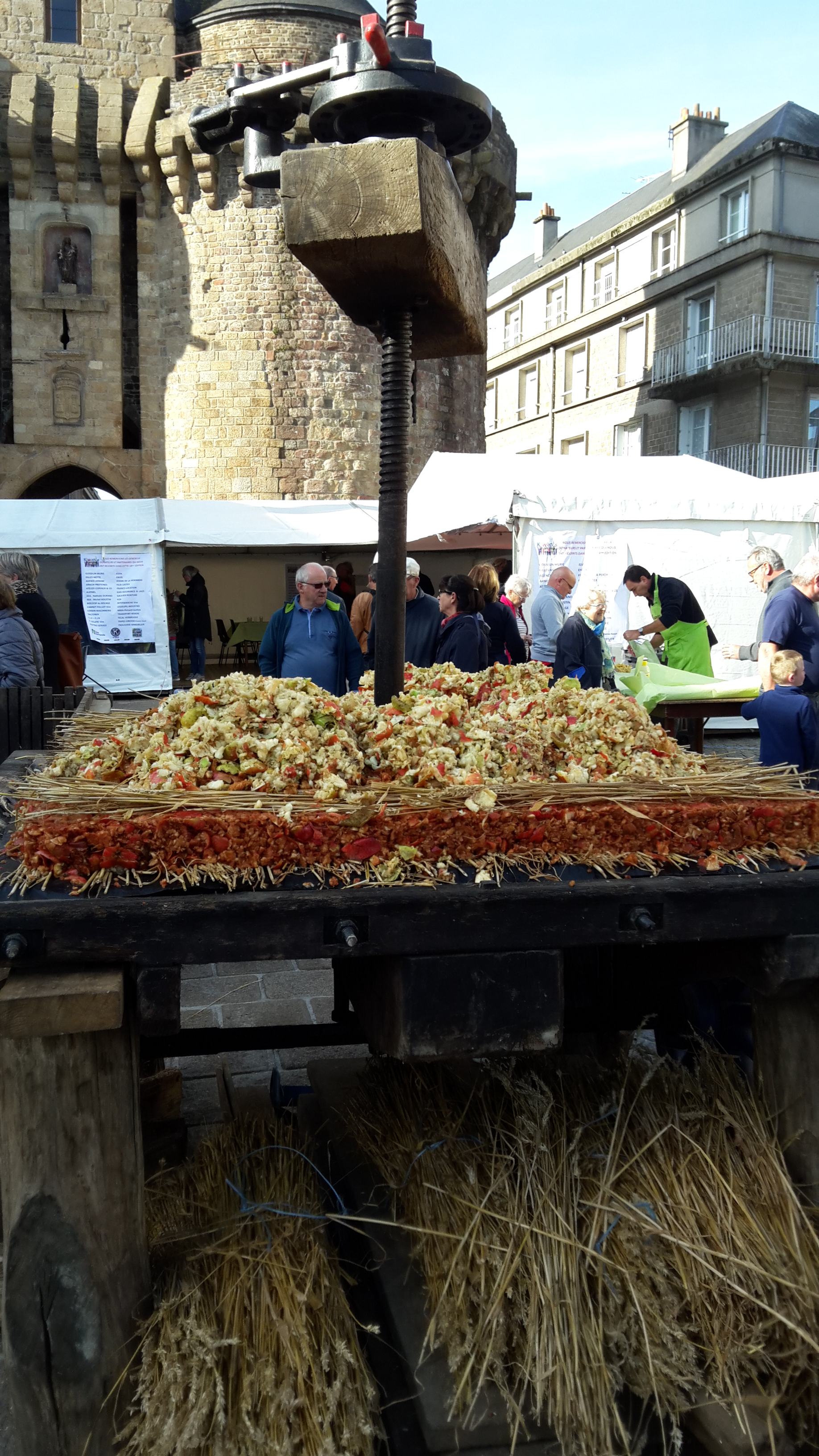
La paille servait à séparer les lits de pommes lors du pressage des pommes pour faire le cidre. Fabrication de cidre à l'ancienne, Vire, Normandie, octobre 2018

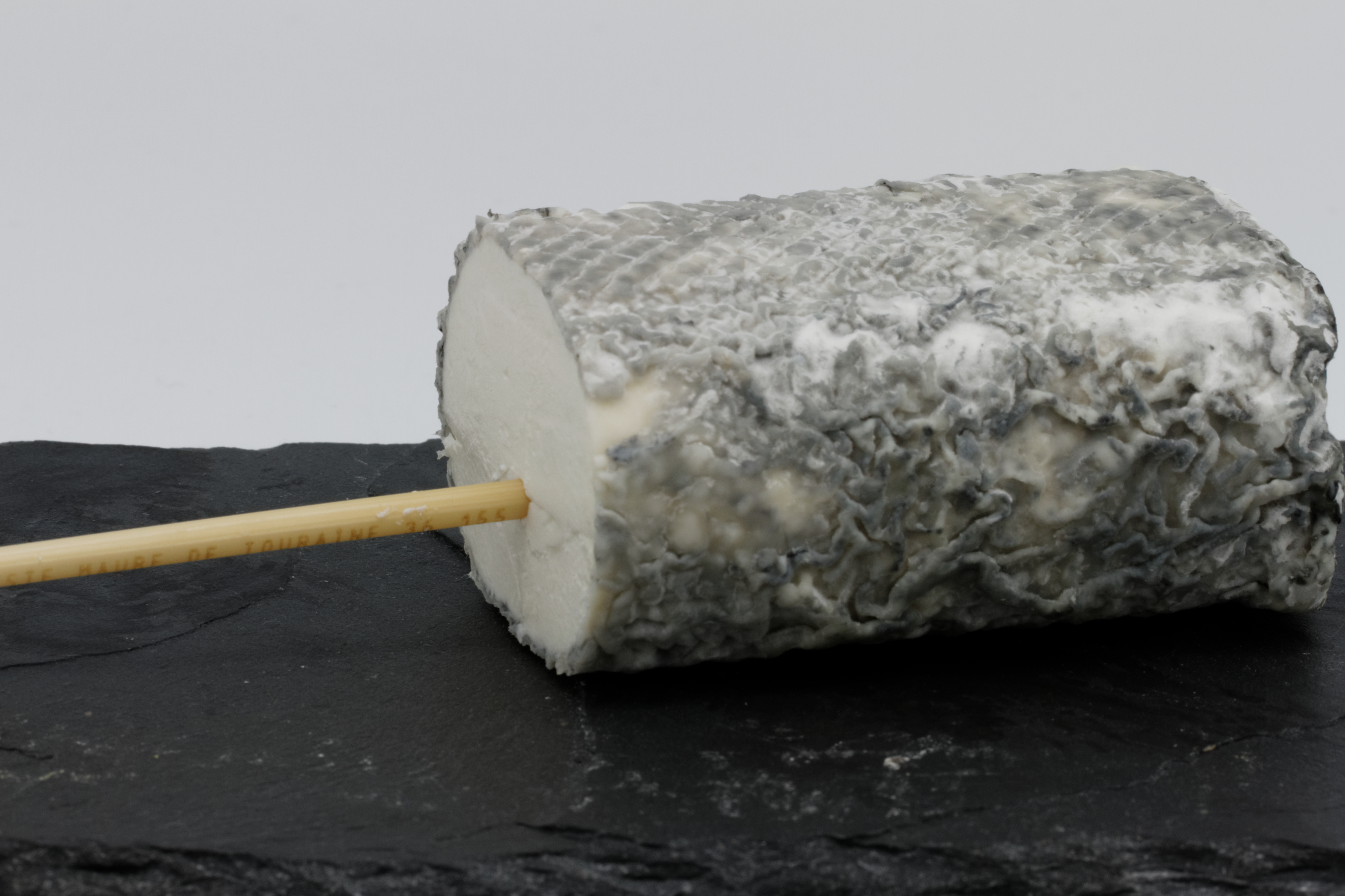
Chêvre sainte-maure-de-touraine avec sa paille

- Chêvre sainte-maure-de-touraine avec sa pailleautres usages : en art (marqueterie de paille), en taxidermie (matériau de remplissage), les brins de paille étaient utilisés pour boire (origine des pailles à boire). De la paille était utilisée pour séparer les lits de pommes préalablement écrasées avant pressage lors de la fabrication du cidre. Les fromages de chêvre de l'appellation sainte-maure-de-touraine présentent une paille de 16 cm dans leur axe.

## Références artistiques

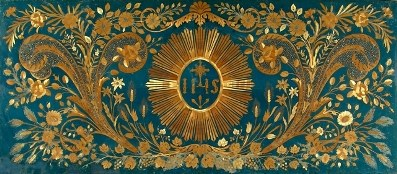
Antependium génois du XVIIIe siècle (sur toile de fond bleu) décoré de paille naturelle.